# Liberalismo en el Perú
Desde el siglo XIX, comenzaron a surgir las primeras corrientes liberales en el Perú. El historiador Jorge Basadre emplea el término político «liberal» para catalogar al sistema político del país en aquella época.
Francisco García Calderón señaló en su libro de 1907, Le Pérou contemporain, que existieron dos procesos o «ciclos doctrinarios» importantes, la primera ocurrida entre 1824 y 1842, y la segunda resurgida entre 1842 y 1868 (aunque Basadre solo dio por concluido el ciclo a finales de los años 1860). Es en el último proceso, precisamente en la mitad del siglo XIX, que el movimiento ganó importancia en la opinión pública. El término caló en el vocabulario principalmente por ofrecer libertades a la clase indígena. Este último enfoque del liberalismo fue motivo de inspiración del movimiento socialista, refljeado en la visión indigenista del escritor y filósofo José Carlos Mariátegui.
Durante el gobierno de Manuel Pardo, el liberalismo empezó a perder popularidad. El sociólogo Gonzalo Portocarrero indicó que esta corriente solo tuvo relevancia  en el ámbito político de la época por la postura que sus partidarios sostuvieron a favor de las libertades indígenas, propuestas que en sí eran promocionadas por la élite gobernante a través del Estado, pero que en la vida cotidiana, el conservadurismo social perduraba en la población, haciendo énfasis en el desprecio por lo indígena.
Los términos «liberal» y «liberalismo» a veces son usados de forma incorrecta para referirse a la doctrina del neoliberalismo y sus seguidores, denominados neoliberales, respectivamente. En otros casos, también se han empleado ambos términos para designar a seguidores del libertarismo, siendo un ejemplo Mario Vargas Llosa, escritor y expolítico peruano que en varias ocasiones ha sido descrito como liberal a pesar de su postura ideológica. En 2019, el periodista Federico Salazar consideró que existe ignorancia sobre los ideales liberales y que el término «neoliberal» se usa como un «cliché» para descalificar moralmente a sus rivales políticos, más que como una caracterización precisa de su ideología.

## Historia del liberalismo
La historia del liberalismo data desde la segunda década del siglo XIX, cuando se jugaban términos como «república» y «democracia». Es el término «liberal» tuvo que concebirse mucho después, en especial cuando se definió como reemplazo del sucedido vocablo «jacobinismo» en la obra Sermón de acción de gracias por el aniversario de la independencia del Perú del político religioso Bartolomé Herrera. Para el periodo reciente, la teoría fue respaldada una investigación de Víctor Samuel Rivera, impreso por el bicentenario de su natalicio. Franklin Pease García Yrigoyen sugirió que esta corriente republicana, por su origen, estuvo relacionada con el eurocentrismo.
Aun así, el conservador José de la Riva-Agüero y Osma documentó conceptos de la política liberal con «jacobinismo» de sinónimo; mientras que otras personas como el indigenista José Carlos Mariátegui adoptaron esa corriente francesa en sus obras de temática social. De hecho, un prototipo de socialismo liberal, planteado por Mariátegui con ideas de Piero Gobetti, sería posteriormente recibido en otros países como Argentina, convencido de que «el destino de todo liberalismo auténtico es preparar el camino al socialismo».

### Primeros años
El liberalismo hispano fue una de las corrientes que dio cabida a iniciativas políticas peruanas en los años 1810, cuando estaba en su fase de independencia. El último virrey, José de la Serna, fue quien puso en marcha los principios de la constitución de 1812, una de las propuestas más afines a sus principios. Se propuso en la constitución temas sobre la ciudadanía y las elecciones (entre cabildos y diputados), la abolición del tributo indígena, la libertad de imprenta, las reformas políticas e institucionales y las rebeliones o conspiraciones. Sin embargo, la constitución de 1812 no duró mucho debido al golpe de Estado surgido en el país ibérico. La obra de investigación The Fall of the Royal Government in Peru de Timothy Anna sugirió que aquella corriente no tuvo suficientes adeptos a la causa de la independencia, sino que exacerbaba la confusión ideológica en la época para conllevar una polarización.

### «Primer ciclo doctrinario»
El primer liberalismo del Perú republicano, llamado por Jorge Basadre como «el primer ciclo doctrinario», se desarrolló en los años de 1822 a 1834 en un intento sin éxito de progreso cívico y paz en la nación, debido a sus limitaciones en visionar la realidad nacional. Se inspiró en las ideas de John Locke y se caracterizó por elaborar propuestas para fortalecer su autonomía en la lucha contra la monarquía y el colonialismo, según el escritor Santiago Távara. En esa década, el primer ciclo se asoció también a otras iniciativas republicanas como la separación de los poderes del Estado, el igualitarismo, la libertad negativa, la primacía de la ley y el sistema de gobierno constitucional.
En ese entonces el primer Congreso Constituyente obtuvo mayor influencia liberal. El político católico Francisco Xavier de Luna Pizarro fue uno de los promotores constitucionales en desarrollarlo. Luego de suspenderse la primera constitución hecha en Perú de 1822, Francisco de Paula González Vigil colaboró en la versión de 1828 y ganó fama por oponerse al autoritario Agustín Gamarra. Luis José de Orbegoso fue uno de los caudillos en defender tales ideas en su mandato con ayuda de sus promotores de Huanta, cuyo aporte fue otra versión lanzada en 1834 con límites en la intervención militar del caudillismo. La versión de 1834 se dio a cabo por la petición explícita de realizarse un nuevo congreso constituyente en 1833 para nuevas reformas. 
Dentro de los representantes ideológicos también destacó José Faustino Sánchez Carrión, que según Luis Alberto Sánchez fue uno de los mayores pensadores republicanos durante el gobierno de Simón Bolívar. Formaron también parte de la primera generación de liberales peruanos a Hipólito Unanue, Mariano José de Arce, José Toribio Rodríguez de Mendoza, Mariano José de Arce, Benito Laso de la Vega y Francisco Javier Mariátegui. A esto se incorporan los hermanos Pedro y José Gálvez Egúsquiza, Manuel Toribio Ureta, entre otros.
Además de la presencia de intelectuales, estuvieron apoyados por movimientos denominados «liberales-regalistas», procedentes de sectores laicos y sacerdotales marginales. Tanto los regalistas como los jansenistas fueron, según Basadre, importantes en los estudios del liberalismo. Asimismo, la escritora Flora Tristán procuró catalogar a Arequipa como ejemplo una ciudadanía bajo modelo republicano, que resultó un fracaso tras el posterior dominio de Manuel Ignacio de Vivanco.

#### En el ámbito indígena
En base a la idea de igualdad entre los hombres, Simón Bolívar suprimió los títulos y la nobleza indígena, eliminándose la figura del curaca. Además, se decretó, entre los año 1824 y 1825, la liberalización de las propiedades comunales por lo que los indígenas podían vender sus tierras al ser consideradas como propiedad privada, trayendo, como consecuencia, la disolución de las comunidades de indígenas. Esto derivó en la apropiación de las tierras indígenas por parte de los gamonales y hacendados.
Bolívar recurrió a suprimir el sistema económico de los indígenas para afianzar su integración en la ciudadanía liberal. La iniciativa terminó deshaciendose, en su lugar, optaron en 1826 por recurrir a un sistema de impuestos hacia el Estado.

### «Segundo ciclo doctrinario»
Entre 1842 y finales de los años 1860 se formó «el segundo ciclo doctrinario», según Basadre. En ese periodo los hermanos Gálvez Egúsquiza aplicaron varios ideales que fueron incluso radicalizados. El año 1854 fue marcado por la historiografía como una nueva revolución liberal, en que se mostraba en oposición a las instituciones republicanas, incluida la Iglesia católica y, como respuesta, buscaron un programa político reformista para establecer el «progreso» nacional (bajo tendencia del galicanismo). La iglesia perdió una parte de la posesión física mientras se consolidaba la propiedad privada. En el libro Religión y Revolución en el Perú, 1824-1976 del investigador Jeffrey Klaiber señaló que se propuso «nuevas propuestas anticlericales», aunque no se han concretado por la fuerte relación entre lo clerical y la élite de la época. Sin embargo, es el ultramontanismo que ganó terreno en el ámbito religioso décadas después, cuya presencia eclesiástica estuvo en la memoria colectiva de los peruanos.
Producto de la revolución por la crisis institucional y las ideas de Manuel Toribio Ureta, que emergió de la ocurrida en Europa en 1848, y la instalación de un prototipo de un partido político frente a la falta de este en los conservadores, nace la constitución de 1856. La constitución tomó varias medidas como la abolición de la pena de muerte y un sistema de voto universal solo para aquellos que sepan leer y escribir. En ese entonces, también se tuvo en planificación la creación de un Estado menos centralizado y con economías abiertas; así mismo, se consideró un parlamento unicameral, un periodo de mandato de cuatro años sin reelección y la anulación de la concesión de facultades extraordinarias al presidente. Debido al temor de los conservadores, principalmente porque el sistema de sufragio directo aplicaba también a afroperuanos libertos y otra parte de la población que no sabía leer ni escribir, la constitución fue suspendida debido a la guerra civil entre 1856 y 1858. 
Aparte de las reformas lacistas, uno de los legados civiles fue el derecho de petición para fomentar la participación política apenas indirecta. Otro legado relevante fue el derecho de asociación de forma individual y colectiva, que el investigador Marcial Rubio Correa refirió como una de las garantías constitucionales más variables que compartían posteriores normas fundamentales. Otro aporte de la mitad del siglo XIX, es el enfoque de un liberalismo democrático a los problemas sociales que estuvo aún inmerso en visiones tradicionales, caso que en los primeros años del republicanismo tuvo al tema de los indios en segundo plano. Uno de ellos es Juan Bustamante Dueñas, quien se enfocó en las libertades indígenas.

#### El liberalismo pragmático de Ramón Castilla
Por otro lado, dentro del enfoque social, es el presidente Ramón Castilla quien entró a influenciar en sus primeros años como liberal, pero terminó siendo pragmático para estar al margen de un eventual conflicto ideológico. Este presidente fue responsable de la eliminación de la contribución indígena, uno de sus mayores logros sociales, junto con la abolición de la esclavitud, abolición que se realizó por segunda vez debido a su restablecimiento en 1826. El sentimiento americanista de Castillo se manifestó cuando estuvo a favor del gobierno de Benito Juárez durante la segunda intervención francesa en México.
Si bien la administración de Ramón Castilla recurría conceptos económicos para fomentar la actividad minera empresarial del salitre, controlado por su administración para generar ingresos y así no depender de la servidumbre forzada, la investigadora Carmen Mc Evoy sugirió que no se consiguió su plenitud liberal al asemejar su política unitaria con ideas del conservador Bartolomé Herrera. En las discusiones para casi inicios de los años 1950 se concebía a los nuevos librecambistas que separaban conceptos del liberalismo (económico) con la libertad. Aun así, se formó un nuevo grupo de sucesores liberales, que destacaron al Club Progresista de Domingo Elías y el Partido Civil de Manuel Pardo.
Pardo asumió el legado de la anterior presidencia de Castilla en la década de 1870, tras el fallido acuerdo entre liberales y conservadores del segundo ciclo doctrinario, que concluyó con la efímera constitución de 1867. Entre sus logros fue en la distribución de la controvertida revista de tendencia progresista y lacista El Educador Popular, dirigida por José Arnaldo Márquez. El escritor Ulrich Mücke recalcó que en su gobierno «no son vistos como liberales, se habla de "progresismo" y se les describe como fuerza conservadora y liberal a la vez; […] su meta política era idéntica a lo que otros liberales latinoamericanos quisieron conseguir». Mc Evoy destacó la idea de Pardo de integrar a la población andina en el mercado como progresista, que se asemejaba al sansimonismo.

### Liberalismo en la República Aristócrática
Para finales del siglo XIX, el mayor distintivo de las libertades civiles fue en el matrimonio civil. En ese entonces, se formaron clubes afines a conceptos de seres libres como «Club Paz y Libertad», el «Club Pueblo Libre» y el «Club Unión y Libertad»; por lo que en 1861 ya se instalaban en varias ciudades del país. Una de las figuras que destacó en esa época fue Christian Dan, conocido por fundar la Liga de librepensadores en 1897 y su postura antieclesiástica.
Además, emergieron otras figuras importantes como el expresidente Andrés Avelino Cáceres y la escritora Clorinda Matto de Turner. Clorinda, una representante de la crítica social para fomentar la liberación de los indios con su obra Aves sin nido, se reunía previamente en el Círculo Literario y del Ateneo de Lima, donde se congregaba a pensadores liberales. Con la llegada al poder de Nicolás de Piérola, quien fue autoritario, Cáceres, Matto de Turner y otros pensadores huyeron por represalias del gobierno contra opositores, en que Matto de Turner se instaló en la Argentina, donde otros escritores ocuparon ese espacio con élites locales.
Tras el final del gobierno de Piérola, el liberalismo floreció junto con el positivismo, que se desarrolló en la República Aristocrática bajo el concepto de «civilizador», antes de la aparición del socialismo. El movimiento buscaba modernizar la nación, por lo que la Iglesia católica tuvo que buscar formas de conectar con el público laico, en particular con los arequipeños. Francisco García-Calderón Rey fue una de las personas que aplicaron los conceptos de liberalismo y positivismo en la década de 1920.
En ese entonces se formó el Partido Liberal, uno de los primeros intentos en conectar con el sector indígena. En ese partido estuvieron afiliados varios pensadores independientes que egresaron de la Universidad Nacional de San Agustín de Arequipa. Por su parte, el escritor Manuel González Prada propuso traer a influyentes liberales, como el fundador del Partido Liberal Augusto Durand Maldonado, y librepensadores al país con la formación de un comité librepensador del Perú.

### Otras influencias
Para mediados del siglo XX, estudios sobre el liberalismo de Julio Cotler, Carmen McEvoy, Cristóbal Aljovín y Víctor Peralta sugirieron que la corriente fue limitándose hacia el nacionalismo. Un contexto relevante es que los gobiernos de Fernando Belaúnde Terry (en el que Mangin y Delgado consideraron parte de su primer gobierno como liberal) y de Juan Velasco Alvarado buscaron aplicar reformas sociales progresistas desde la derecha y la izquierda, respectivamente, aunque este último solo limitó las libertades políticas e incrementó la dependencia económica del Estado. Sobre Velasco Alvarado, cabe destacar que la reforma educativa de 1972 contó con el apoyo de un grupo de intelectuales progresistas liderado por Emilio Barrantes e inspirado en Paulo Freire (promotor de la pedagogía de la liberación), Jean Piaget y John Dewey. No obstante, las ideas liberales, con matices socialdemocráticas, se plasmaron en la Constitución de 1979, que estableció derechos fundamentales en el ámbito de la democracia y los derechos humanos.
En los años 1980, los estudios sobre los antecedentes del liberalismo en el país cobraron importancia por parte de los historiadores Jean-François Sirinelli, François Furet, Raffaele Romanelli, Pierre Rosanvallon y Antonio Annino. Las investigaciones se retomaron con profundidad en los años 1990. En ese entonces, surgieron grupos de investigación académica sobre la realidad social como el Centro de Estudios y Promoción del Desarrollo (DESCO), el Centro Peruano de Estudios Sociales (CEPES), o el Centro de Estudios para el Desarrollo y la Participación; con algunos profesionales vinculados con Izquierda Unida y afines.

#### El planteamiento del «liberalismo conservador» de Mario Vargas Llosa y Alberto Fujimori
Luego de Velasco Alvarado, Izquierda Unida atravesó una crisis de identidad debido a los grupos que trataron de imponer mentalidades liberales en un futuro proceso democrático frente a las ideas revolucionarias. En contraparte de esos grupos, el escritor Mario Vargas Llosa desarrolló un nuevo planteamiento liberal en los años 1980 y puso en marcha en el Movimiento Libertad. Su fuente de inspiración fueron en el liberalismo clásico y el neoliberalismo, luego de mostrar rechazo del marxismo para abrazar postulados de José Ortega, Adam Smith y Albert Camus. Desde entonces, Vargas Llosa se ha posicionado como un firme opositor de la izquierda populista, a la que considera una ideología que promueve el atraso y el autoritarismo.
Mario Vargas Llosa fue comparado con el economista Pedro Beltrán. Beltrán es conocido por promover abiertamente las ideas del liberalismo clásico a través del diario La Prensa, con el objetivo de defender la liberalización económica y la construcción de viviendas asequibles para evitar la expansión de las barriadas marginales (pueblos jóvenes).
Desde entonces, los postulados de libertad por Vargas Llosa han recibido críticas por su viabilidad. Hacia la década de 1990, el politólogo Mirko Lauer sugirió que el escritor «no ha respetado las reglas del juego, tanto por su parcialidad (el no dirigir su mirada crítica hacia el capitalismo, por ejemplo) como por el no haber propuesto un conjunto de principios positivos». En 2012, el periodista Juan Carlos Tafur, en su columna de Diario 16, señaló que «el drama del liberalismo en el Perú, en particular, radica en su confusión con las propuestas de quienes, infundadamente, son considerados vecinos ideológicos, [...] donde supuestos liberales andan de la mano con convictos autoritarios o mercantilistas conservadores sin rubor alguno, pero comparten el mismo odio infantil hacia los progresistas liberales provenientes de la izquierda».
En el libro de 2018 La llamada de la tribu, el escritor ya nacionalizado español justificó el postulado de que «los liberales quieren un Estado eficaz pero no invasivo, que garantice la libertad, la igualdad de oportunidades, sobre todo en la educación, y el respeto a la ley»; su obra generó críticas por tratar temas sociales de forma similar al movimiento neoconservador.
La corriente afín del liberalismo conservador local fue aplicado finalmente por el electo presidente Alberto Fujimori, quien aplicó reformas políticas con exsocios de sectores progresistas para competir con la campaña de Vargas Llosa en 1990. Sin embargo, especialistas como Alberto Vergara señalaron que esa corriente cortó libertades sociales, incluido derechos laborales. El profesor de Centrum (escuela de negocios de la PUCP), Luis Felipe Zegarra, señaló que al ser una dictadura está «está tan lejos de [llegar a] un liberal de verdad». Además, el hijo del excandidato del Movimiento Libertad, Álvaro Vargas Llosa, comentó en su momento que «la confusión alimentada por el engaño de Fujimori […] es en parte responsable de que las ideas liberales se vieran momentáneamente prostituidas y disminuidas por la traición que cometió contra su propio mandato» y concluyó que el «señor Fujimori [dejó de ser] un liberal».

#### Movimientos delsigloXXI
Con el colapso del régimen fujimorista, apenas floreció la participación de organizaciones nacionales en promover iniciativas para obtener libertades, privatizaciones y apertura de mercados. Estos fueron el Instituto de Libre Empresa (1998) y el Partido Liberal del Perú. Este último fue fundado en el 2003 por Alberto Mansueti, José Luis Tapia Rocha, Myriam Janet Ortiz Herrera, Humberto Pérez Fry, Juan Carlos Palacio, Fernando Barrios entre otros que pretendieron llegar a sectores rurales.
A causa de la ausencia de partidos políticos sólidos, han surgido espontáneamente dos redes de expertos en los años 2000: una con afinidad liberal vinculada al segundo gobierno de Alan García y otra con ideales de izquierda asociada a las administraciones de Alejandro Toledo y Valentín Paniagua. Ambas redes han ejercido una influencia significativa en la conformación de políticas públicas, a pesar de la inexistencia formal de partidos políticos que las representen directamente. El politólogo Juan Carlos Tafur ha destacado el surgimiento de opciones políticas alternativas coincidiendo con el crecimiento de la clase media, aunque su relevancia ha disminuido con el tiempo.
Para 2016, aparecieron alternativas como el Partido Morado, que atrajeron el apoyo de la juventud debido a su afinidad ideológica con el liberalismo y el progresismo. En 2018, se consolidó la Bancada Liberal bajo el liderazgo de Alberto de Belaunde, quien propugnó un acercamiento a los principios republicanos y exigió a sus miembros una postura afirmativa respecto a las políticas que protegían los derechos de la comunidad LGBT y los pueblos indígenas.
Los congresistas Gino Costa y Guido Lombardi y, posteriormente, el propio De Belaunde fueron incorporados al Partido Morado, tras el reconocimiento del presidente Julio Guzmán de una afinidad ideológica con la mencionada bancada parlamentaria.
El Partido Morado, que fue integrante de la alianza Fuerza Ciudadana, destacó en su momento por llevar una diversidad de candidatos, algunos de ellos defensores de derechos humanos. En 2020, uno de los congresistas del partido, Francisco Sagasti, asumió como presidente interino de la nación. Sin embargo, algunos integrantes del Partido Morado renunciaron y se unieron al partido Primero La Gente, que agrupa a políticos con ideas liberales progresistas. Para el 2024, fuerzas políticas se reagrupan en el Frente Nacional de Derecha Liberal que es una coalición de organizaciones que lo integra Partido Libertario Peruano, Movimiento 5 Reformas, Foro Liberal Democrático, y Foro Liberal de América Latina.